# Delta III
A Delta III egy kétfokozatú amerikai hordozórakéta, amelyet a Boeing gyártott. Először 2000. augusztus 23-án indult sikeresen. Eddigi három indításából kettő sikertelenül végződött, a harmadikon csak egy próbaterhet vitt magával. 3800 kg-ot állíthat átmeneti geostacionárius pályára, ami kétszer több a Delta II-nél, és 8290 kg-ot alacsony Föld körüli pályára.

## Történet
Az 1990-es években a műholdak tömege folyamatosan nőtt. Nyilvánvaló volt, hogy a Delta II sok terhet nem tud magával vinni. A Delta egy viszonylag összetett hordozórakéta volt, amelyet inkább rugalmasságáért és alacsony építési költségéért terveztek, mint a működési költsége miatt. Ezért fogott neki a Boeing egy erősebb és olcsóbban kezelhető rakéta fejlesztésének.
Az első indítás 1998. augusztus 27-én Cape Canaveralból kudarccal végződött, amikor a Delta II-től kölcsönzött szoftver irányítási hibát okozott az első fokozatnál. Az irányítás elvesztése miatt a rakétát megsemmisítették. Az orrkúpban lévő Galaxy X (Hughes HS601 HP) távközlési műhold az Atlanti-óceánban végezte.
1999. május 4-én a második indítás is sikertelen volt. Repedés történt és a második fokozat idő előtt leállt. Az Orion-3 (Hughes HS601) műhold használhatatlan pályán ragadt.
A harmadik repülésen, 2000. augusztus 23-án a DM-F3-at vitte magával, amely egy HS601 távközlési műhold makettje volt és amelyet szenzorokkal láttak el a rakéta adatainak mérésére. A végső pálya valamivel kisebb volt a vártnál (26 000 km helyett 20 600 km), de a repülést sikeresnek mondhatták. Valószínűleg ez volt a Delta III utolsó repülése a hanyatló űripar, a korábbi két kudarc és az új Delta IV fejlesztése miatt.

## Leírás

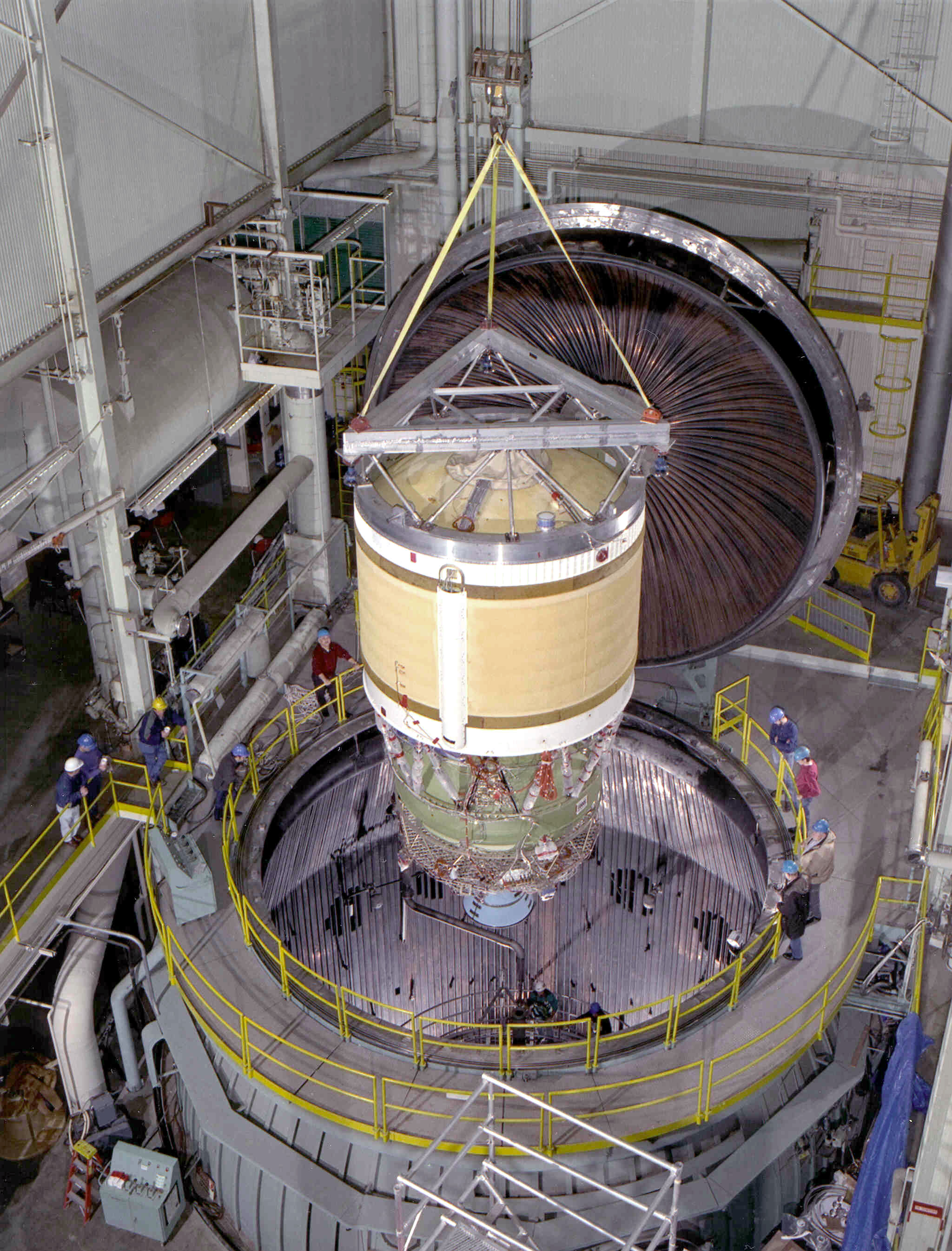
A Delta III felső fokozata

A Delta III a Delta II kerozin/oxigén első fokozatával rendelkezett. A komplex és kevésbé hatékony felső fokozatot egy fejlettebb hidrogén/oxigén fokozatra cserélték. A gyorsítórakéták nagyobbak voltak. Az új orr-részben nagyobb terhek fértek el. Az első fokozatot módosították, hogy több hajtóanyagot vigyen magával. Hosszát is lekicsinyítették, hogy nagy magasságú keresztszélben elkerüljék az irányítási problémákat.
A felső fokozat kriogén hajtóanyagát Pratt & Whitney RL10 hajtóművek használták. A folyékony hidrogén tartály 4 méter átmérőjű volt, a Space Shuttle külső hajtóanyagtartályán is alkalmazott borítás takarta, amelyet a Mitsubishi Heavy Industries gyártott. A különálló, 2,4 méter átmérőjű folyékony-oxigén tartály a korábbi típusoktól vették át. A Centaur felső fokozat RL10 hajtóművei az új RL10B–2 konfigurációban voltak.
A gyorsítórakéták Alliant GEM-46-ok voltak, más néven GEM LDXL (Large Diameter Extended Length). Hosszuk 14,7 méter, átmérőjük 1,15 méter. A Delta II gyorsítórakétáinak hossza 13 méter, átmérője 1 méter. Indításkor hatot gyújtanak, a többi hármat repülés közben. A Delta III jelzése a Delta II négyjegyű rendszerében 8930.
| Fokozat                   | Hajtómű                | Tolóerő    | Isp                    | Égési idő | Hajtóanyag |
| ------------------------- | ---------------------- | ---------- | ---------------------- | --------- | ---------- |
| Gyorsító fokozat (9db)    | GEM 46                 | 628,31 kN  | 273 mp (tengerszinten) | 75 mp     | szilárd    |
| Első fokozat              | Rocketdyne RS-27A      | 1085,79 kN | 254 mp (tengerszinten) | 320 mp    | LOX/RP–1   |
| Második fokozat (Centaur) | Pratt & Whitney RL-10B | 110,03 kN  | 462 mp                 | 700 mp    | LOX/LH2    |